# ایگریتسی
ایگریتسی (به مجاری: Igrici) یک شهرداری در مجارستان است که در ناحیه مزوچات واقع شده‌است. ایگریتسی ۱۹٫۴۷ کیلومتر مربع مساحت و ۱٬۲۷۸ نفر جمعیت دارد.